# Calamus vitiensis
Calamus vitiensis är en enhjärtbladig växtart som beskrevs av Otto Warburg och Odoardo Beccari. Calamus vitiensis ingår i släktet Calamus och familjen Arecaceae. Inga underarter finns listade i Catalogue of Life.